# سيد أحمد عواج
سيد أحمد عواج (2 يوليو 1991 في الجزائر - ) هو لاعب كرة قدم جزائري في مركز صانع الألعاب يلعب حالياً مع نادي الهدى السعودي .

## روابط خارجية
- سيد أحمد عواج على موقع قاعدة بيانات كرة القدم.إي يو (الإنجليزية)
- سيد أحمد عواج على موقع Soccerway.com (الإنجليزية)